# مصطفى الفارسي
مصطفى الفارسي أديب تونسي من جيل الثلاثينات. ولد بمدينة صفاقس يوم 26 ديسمبر 1931 وتوفي يوم 7 فيفري 2008، ويعتبر من الأدباء المعاصرين التونسيين.

## حياته
بعد إحرازه على شهادة الباكالوريا، انتقل إلى فرنسا لمزاولة تعليمه العالي في جامعة السربون بباريس حتى أحرز على الإجازة في اللغة والآداب العربية سنة 1955 وعلى شهادة الدراسات الإسلامية العليا من نفس الجامعة سنة 1956 ببحث عن ثورة القرامطة. عاد إثر ذلك إلى تونس ليسجل حضورا بارزا على الساحة الثقافية من خلال مساهمته في الصحافة والإذاعة التونسية والكتابة. وقد اشتغل في الحقل الثقافي، ومن الوظائف التي تولاها إدارة الآداب بوزارة الثقافة التونسية منذ سنة 1971 وإلى إحالته على التقاعد المبكر. كما عين رئيسا مديرا عاما للشركة التونسية للإنتاج السينمائي (الساتباك)من سنة 1962-1969 واشرف كذلك لمدة غير قصيرة على مجلة الأحداث التونسية المصورة.
كان عضوا مؤسسا لاتحاد الكتاب التونسيين والجمعية التونسية لحقوق المؤلفين.

## آثاره
كتب مصطفى الفارسي الشعر والمقالة النقدية والمسرحية والقصة، كما ترجم الأدب الإفريقي والآسيوي ونشره في مجلة «لوتس» وأذاع البعض من ترجماته في برنامجه «أصوات من إفريقيا وآسيا» («مبدعون من الشرق والغرب»)، وقد صدرت له المؤلفات التالية:
- في الرواية:

1. المنعرج وهي رواية صدرت في طبعتها الأولى عام 1963.
2. حركات، وقد صدرت الطبعة الأولى عن الدار التونسية للنشر عام 1978، وقد اعتبرها الناقد آدم فتحي «إحدى روائع الأدب العربيّ الحديث التي لم تنل حتّى الآن ما هي جديرة به من انتشار ودراسة وتمعّن» [2]

- في المسرح:

1. قصر الريح(مجموعة مسرحيات إذاعية) أعيد طبعها عام 2003
2. الفتنة
3. والفلين يحترق أيضا، وهي مسرحية حول المرأة.
4. الطوفان، بالاشتراك مع التيجاني زليلة.
5. رستم بن زال، بالاشتراك مع التيجاني زليلة.
6. البيادق، وهي مسرحية، ألفها أيضا بالاشتراك مع التيجاني زليلة عام 1970، وقدمت على الركح مرة واحدة في تلك السنة ثم لم يسمح بنشرها إلا في أفريل 1992.
7. الأخيار وكـُتبت هذه المسرحية بالاشتراك مع التيجاني زليلة كذلك.

- في القصة:

1. القنطرة هي الحياة (مجموعة قصصية)
2. سرقت القمر(مجموعة قصصية)، وقد استخرج منها عام 1975 شريط تلفزي بعنوان الشبـــّاك... سيناريو وحوار الطيب الجويلي والصادق بن عائشة، إخراج الهادي بسباس [3] h

## وصلات خارجية
- الموقع الرسمي للأديب مصطفى الفارسي
- مسيرة مصطفى الفارسي
- آدم فتحي، فصلٌ من كتاب «حركات» لمصطفى الفارسي[وصلة مكسورة]
- فوزير الزمرلي، الكتابة القصصيّة واجب وطنيّ لدى مصطفى الفارسـي
- إبراهيم درغوثي، مظاهر التجريب في رواية مصطفى الفارسي / حركات - دراسة نقدية

## إشارات مرجعية
1. ↑  معرض تونس للكتاب يكرم الراحل مصطفى الفارسي نسخة محفوظة 8 مايو 2020 على موقع واي باك مشين.
2. ↑  آدم فتحي، فصلٌ من كتاب «حركات» لمصطفى الفارسي[وصلة مكسورة]
3. ↑  القصة كامنة فينا نسخة محفوظة 15 أغسطس 2013 على موقع واي باك مشين.